# American Journal of Botany
American Journal of Botany (ISSN 0002-9122) — американский ботанический журнал для публикации научных исследований в различных областях науки о растениях.
Официальный орган Ботанического общества Америки (The Botanical Society of America, BSA).

## История
Журнал основан в 1914 году и является печатным органом Ботанического общества Америки (БОА). Выпускается БОА совместно с издательством HighWire Press (США) из Стэнфордского университета.
В 2009 году вошёл в Список 100 самых влиятельных журналов биологии и медицины за последние 100 лет, заняв первое место в разделе Ботаника.
В 2010 году вышел 97-й том.

## Тематика
В рецензируемых журнальных статьях публикуются результаты научных исследований по всем областям ботаники, в том числе: морфология, анатомия, биология развития, сохранение биоразнообразия, генетика, эволюционная биология и систематика, причём на всех уровнях организации растений, от молекулярного до уровня экосистемы. Принимаются работы по всем группам растений и связанных с ними организмов, в том числе по цианобактериям, водорослям, грибам и лишайникам. Есть также в журнале обзорные статьи, сообщения по актуальным проблемам, рецензии на книги, критика и анализ спорных вопросов.

## ISSN
- ISSN 00029122 (print)
- ISSN 15372197 (web)
- JSTOR 00029122
- OCLC 45446639
- LCCN 00-227435

## Подписка
Стоимость подписки на 2010 год:
- Печатная версия и Online — $625.00, США; $645.00, Канада и Мексика; $685.00, другие страны.
- Только Online — $600.00.